# Halič (okres Lučenec)
Halič je obec na jižním Slovensku v okrese Lučenec. Dřívější a cizojazyčné názvy obce jsou: Gach (1386), Galch (1424), Gaach (1435); maďarsky pak Gács. Dnešní název Halič pochází z roku 1808. Žije zde přibližně 1 700 obyvatel.
Je zde sídlo děkanátu Dolní Novohrad rožňavské diecéze římskokatolické církve.

## Historie
Obec vznikla asi v 12. století pod hradem, v němž sídlil rod Tomajů. První písemná zmínka o ní pochází z roku 1299. Od 15. století vlastnili zdejší panství Lossonczyové a v letech 1554–1848 Forgáchové.
V letech 1450–1451 držela hrad vojska Jana Jiskry z Brandýsa. V roce 1544 byl pobořen Turky, kteří jej okupovali až do roku 1594. K jeho obnově došlo až roku 1612. V roce 1682 dobyl hrad Imrich Tököly, roku 1703 František II. Rákóczi a v roce 1709 císařská vojska.
Roku 1765 se zdejší podhradí stalo městečkem. V roce 1828 zde žilo 1235 obyvatel v 186 domech. Vedle zemědělství se zde rozvíjela hrnčířská výroba. Koncem 18. století zde kromě manufaktury na sukno založené v roce 1774 pracovala i manufaktura na majoliku, papírna, výrobna tužek a mlýny.
Do roku 1922 byla Halič sídlem okresu. V roce 1926 došlo ke zrušení zdejší textilní továrny. V letech 1938–1945 byla Halič připojena k Maďarskému království. 25. ledna 1945 ji osvobodila vojska Rudé armády.
V letech 1906–1967 v obci končila 7,5 km dlouhá železniční trať z Lučence.

## Památky
V obci je renesančně-barokní zámek, jenž byl zbudován na místě někdejšího gotického hradu. V současnosti probíhá jeho rekonstrukce.

## Osobnosti
- Hana Ponická – slovenská prozaička, překladatelka, publicistka a autorka literatury pro děti a mládež
- Jozef Pročko – slovenský bavič a moderátor